# Sint-Matthiaskerk (Posterholt, 1878)
De Sint-Matthiaskerk was een rooms-katholieke kerk in Posterholt, thans de gemeente Roerdalen in de Nederlandse provincie Limburg. De kerk stond ten westen van de Kerksteeg in de hoek met de Hoofdstraat, meer ten zuidoosten van de huidige Sint-Matthiaskerk. Het kerkhof lag ongeveer 200 meter ten oosten van de kerk en lag daarmee toentertijd net buiten het dorp.
De kerk was gewijd aan Sint-Matthias.

## Geschiedenis
Kerkelijk behoorde Posterholt vroeger tot de parochie Vlodrop, die toen deel uitmaakte van het dekenaat Wassenberg: een van de dekenaten van het prinsbisdom Luik. In 1349 werd voor het eerst melding gemaakt van een kapel in Posterholt waar van tijd tot tijd de Heilige Mis werd opgedragen. In 1559 werd het (oude) bisdom Roermond opgericht en behoorden Vlodrop en Posterholt tot het dekenaat Montfort. Van deze oude kleine kapel bestaat een in de grote lijn betrouwbare afbeelding uit 1623 van een zekere Philipe Taisne.
In 1772 werd een nieuwe kapel gebouwd. Ook die was nog zeer eenvoudig en sober. In 1836 werd ze oostwaarts verlengd. Het schip van deze kerk had toen een lengte van circa 24 meter en een breedte van 8 meter. De toren, waarin twee kleine uit 1717 en 1800 daterende klokjes hingen, had met inbegrip van spits en kruis een hoogte van 18,5 meter.
In het jaar 1801 werd het bisdom Roermond opgeheven en gingen Vlodrop en Posterholt weer tot het bisdom Luik behoren. Op 1 december 1803 werd Posterholt door de Luikse bisschop Mgr. Zaepfell tot zelfstandige parochie verheven. De eerste pastoor was Renier Jacobus Heijthuysen. De oude kapel was vermoedelijk toegewijd aan de Heilige Matthias. Toen deze in 1803 verheven werd tot parochiekerk, werd dit de patroonheilige. 
In 1843 werden aan weerszijden van de toren een ingangsportaal en een doopkapel aangebouwd. In 1844 kreeg de kerk van Posterholt een relikwie van Matthias.
In 1877 werd de kerk gesloopt om plaats te maken voor een nieuwe kerk.

### Sint-Matthiaskerk uit 1878
In 1878 bouwde men een nieuwe kerk ter vervanging van de oudere kerk uit 1772. De bouwpastoor was Eduard van Boom. Architect Johannes Kayser ontwierp een driebeukige kruiskerk in neogotische stijl, met een 56 meter hoge vieringtoren met vier kleine hoekspitsen. Binnen was de kerk overdekt met gemetselde kruisribgewelven. De kerk werd in 1926 vergroot door Jules Kayser, de zoon van de oorspronkelijke architect. Hierbij werd het priesterkoor met tien meter verlengd en werden kapellen toegevoegd.
Vanaf 1879 werd in deze kerk de heilige Paus Cornelius vereerd. Er werden tot 1940 regelmatig bedevaarten naar Posterholt gehouden, waar in de kerk een reliek van Cornelius werd bewaard, dat door kapelaan Vrancken uit Rome was overgebracht. In de kerk stond ook een 1,37 meter hoog cultusbeeld, dat in 1879 door de Roermondse beeldhouwer H. Geelen was gemaakt.
Tijdens de Tweede Wereldoorlog werden op 18 december 1942 drie van de vier klokken door de Duitse bezetter gevorderd. Op 24 januari 1945 werd de kerk door de Duitsers opgeblazen, waarbij de gewelven instortten en de rest van het gebouw zware schade opliep. De kerk kon niet worden herbouwd en werd later in 1945 geheel afgebroken.
In 1951 werd op een andere plaats in Posterholt een nieuwe kerk gebouwd, naar een ontwerp van Frits Peutz. Het beeld en de reliek van Cornelius zijn naar deze kerk overgebracht.